# 泰安州
泰安州，金朝时设置的州。
大定二十二年（1182年）升泰安军置，治所在奉符县（今山东省泰安市）。辖境约当今山东省泰安、莱芜、新泰等市地。属山东西路。金朝末年，为刘二祖红袄军根据地。元朝时，属中书省。明朝初年，废奉符县入州，领二县（新泰县、莱芜县）。清朝雍正二年（1724年）升为泰安直隶州。十三年升为泰安府。